# Isa Bluette
Isa Bluette, nome d'arte di Teresa Ferrero (Torino, 10 settembre 1898 – Torino, 11 novembre 1939), è stata un'attrice teatrale, cantante e soubrette italiana del teatro di rivista degli anni venti e trenta del Novecento.

## Biografia

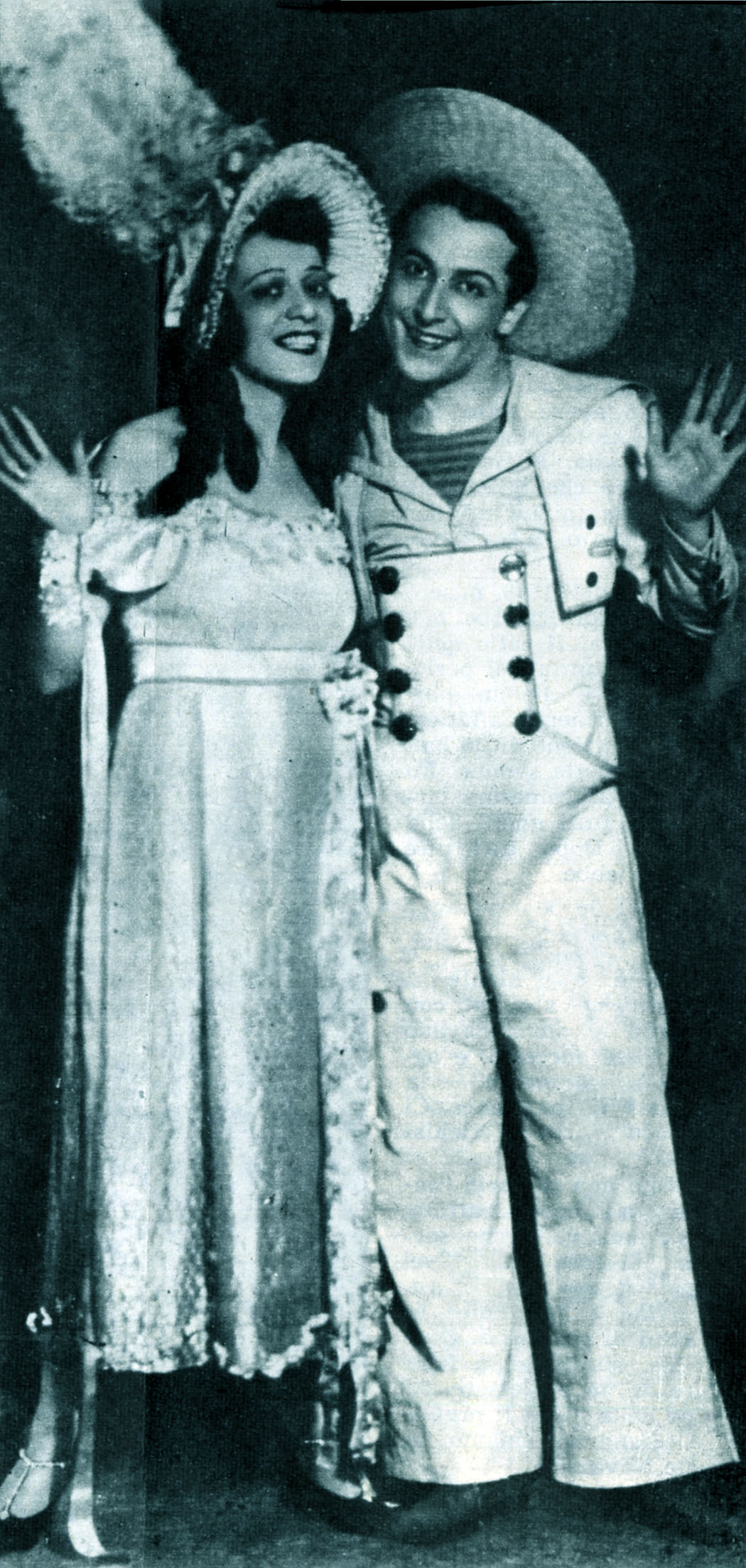
Con Nuto Navarrini negli anni '30

Nata nel borgo San Donato, quartiere di Torino, dopo aver lavorato come operaia presso la Manifattura Tabacchi di Torino, cominciò fin da giovanissima a calcare le scene del café-chantant come sciantosa, facendosi notare in particolare per la sua avvenenza e la sua forte carica sensuale sul palcoscenico.
Diventa rapidamente una vedette e primadonna di una serie di riviste ed operette di successo in tutta Italia. Importa da Parigi la famosa "passerella" (la sfilata degli artisti all'estremità del palcoscenico, quindi in prossimità del pubblico); è lei inoltre a presentare per prima la scena della soubrette circondata da un folto numero di uomini eleganti.
Negli anni venti i suoi spettacoli, caratterizzati da grande sfarzo e sensualità, ebbero un notevole successo in tutta Italia; con la sua compagnia, Isa Bluette lanciò in quel periodo quelli che poi diverranno i comici più importanti del teatro italiano: su tutti Erminio Macario (dal 1925) e Totò (dal 1928).
Gatte di lusso, Donne, Ventagli e fiori, Madama Follia, Il paradiso delle donne, Mille e una donna, sono solo alcuni dei titoli di questo periodo.
Nel 1926 porta a un notevole successo la canzone Creola di Ripp (Luigi Miaglia) e Bel Ami (Anacleto Francini), tra l'altro a lei dedicata. Celebre, nel testo della canzone, il verso "straziami, ma di baci saziami". La canzone Creola, anni dopo la guerra, venne riproposta anche da Nilla Pizzi e Claudio Villa.
A partire dagli anni trenta si dedicherà sempre più all'operetta, continuando ad avere sempre un buon successo di pubblico. Poesia senza veli, Il ratto delle cubane, continuano a registrare il tutto esaurito in tutta Italia.
Nel 1939 contrae la tisi che la mina gravemente nel fisico e la porta al ricovero presso l'ospedale Molinette di Torino. Poco prima di morire quarantunenne per le conseguenze della malattia, sposa l'attore Nuto Navarrini.
È sepolta al cimitero monumentale di Torino.

## Filmografia
- La donna carnefice nel paese dell'oro, regia di Mario Guaita-Ausonia e Luigi Fiorio (1926)